# Monotetisk grupp
Inom matematiken är en monotetisk grupp, introducerade av Van Dantzig (1933), en topologisk grupp med en tät cyklisk delgrupp. Ett exempel är additiva gruppen av p-adiska heltal, där heltalen är täta.
En monotetisk grupp är alltid abelsk.  